# Capão da Canoa (kommun)
Capão da Canoa är en kommun i Brasilien.   Den ligger i delstaten Rio Grande do Sul, i den södra delen av landet, 1 600 km söder om huvudstaden Brasília. Antalet invånare är 42 047. Capão da Canoa ligger vid sjön Lagoa dos Quadros.
Följande samhällen finns i Capão da Canoa:
- Capão da Canoa